# Jakers! The Adventures of Piggley Winks
Jakers! The Adventures of Piggley Winks (Brasil: Jakers! As Aventuras de Piggley Winks / Portugal: Pigi e os Seus Amigos) é uma série de desenho animado americano-britânico-irlandês.
Nos Estados Unidos, é exibido no canal Public Broadcasting Service (PBS) e com a produtora novata Entara. Em Portugal, emitiu no Canal Panda em 2007, depois na RTP2 e mais tarde no JimJam.
No Brasil, foi transmitido pelo canal aberto TV Cultura entre 09 de Outubro de 2006 até 20 de Abril de 2007 às 16h45, ganhando uma exibição extra às 10h30 entre 23 de Abril de 2007 e 27 de Agosto de 2010, retornando em 18 de Abril de 2011 às 12h30 durando até 15 de Julho de 2011, e pelo canal de televisão a cabo Discovery Kids. 

## Enredo
O porquinho Piggley Winks, de oito anos, vive aventuras com muita diversão junto dos amigos Dannan O'Mallard e Fernando Toro, mais conhecido como Ferny. Todas as aventuras acontecem na Fazenda Raloo, na cidade de Tara, Irlanda. 
Em momentos emocionantes eles sempre falam “Jakers!”, que é uma expressão irlandesa para divertimento, alegria e emoção.
Os episódios são construídos em torno de histórias contadas por Piggley, já avô, para seus três netos Meg, Zezinho e João. Por meio dessas recordações, o personagem revive sua infância e ensina a todos lições de vida, ética e sabedoria.
A série une a antiga prática de contar histórias às mais modernas técnicas de animação.

## Personagens

### Principais
- Piggley Winks(pt-BR) ou Pigi(pt-PT?): É um porquinho irlandês de 8 anos que vive suas aventuras com seus amigos Dannan e Ferny. Sempre aprende com seus erros e mais tarde os ensina para outras pessoas. Ele tem muita imaginação e gosta de inventar histórias. Nasceu em 8 de dezembro de 1941.
- Dannan O'Mallard: É uma pata descendente de dinamarqueses muita amiga do Piggley e do Ferny. Ela é corajosa, inteligente, e muito amiga. Não gosta quando Piggley está ocupado e não pode brincar com ela. Ela tem 7 anos e é a aluna mais inteligente da escola ao lado de Gustavo, um ganso muito inteligente. Nasceu em 10 de abril de 1942.
- Fernando "Ferny" Toro: Mais conhecido por todos como Ferny, é um touro inteligente, medroso, e é o melhor amigo de Piggley e Dannan. É muito afeiçoado ao pai, Don Toro. Ferny nasceu na Irlanda, mas seu pai, Don Toro, nasceu na Espanha. Ele é apaixonado por Millie a nova colega da sala do Piggley, para vencer sua timidez Ferny convidou Millie para nadar no lago de Dannan no sábado a tarde, daquele dia em diante, Ferny e Millie se tornaram bons amigos. Nasceu em 10 de setembro de 1941. No dia do aniversário do Piggley, tio Ferny lhe deu um presente muito especial, o foguete Raloo, que eles brincavam enquanto eram jovens na Irlanda

### Secundários
- Molly Winks: Irmã caçula do Piggley. Gosta de resolver seus problemas à sua moda e às vezes sem querer irrita Piggley. Ela tem 6 anos. Ela gosta muito dos animais da fazenda. Nasceu em 9 de abril de 1943.
- Felipe O'Hopper: É um coelho de 7 anos. Amigo de Molly e Fernando, é inteligente e gosta muito de desenhar. É um verdadeiro artista e faz estátuas com o pai. Foi confundido com um cientista maluco, é o melhor amigo de Molly.
- Hector: Um guaxinim que gosta de armar confusão. É muito mau, mas em alguns episódios ele é amigo de Piggley e Dannan. Ele corre atrás de seus objetivos e não desiste deles, mesmo que para isso tenha que irritar Piggley, no episódio de Novos Amigos Piggley e Hector trabalham juntos no projeto da escola procurando animais por toda a floresta, e daí em diante se tornaram bons amigos, no episódio de Extra, Extra! o guaxinim ajudou um cordeirinho que estava perdido, a encontrar sua mãe.
- Gustavo: É um ganso que vive competindo com Dannan para ser o mais inteligente da escola.
- Millie: É amiga do Ferny e da Katrina. Ferny está secretamente apaixonado por ela, e para conseguir impressiona-la Ferny a convidou para ir no lago de Dannan no sábado a tarde.
- Katrina: É a melhor amiga de Millie.
- Senhor Winks: É o pai de Piggley e Molly. Seu nome verdadeiro é Pettigrew Winks. É um fazendeiro que tem um sotaque caipira. Não é visto trabalhando, mas se sabe que ele é encarregado de pegar Feeno, tirar leite da vaca e pastorear as ovelhas (tarefa mais tarde feita por Piggley). É amigo de infância de Hornsby. Nasceu em 11 de março de 1906.
- Senhora Winks: É a mãe de Piggley e Molly. Sempre ensina alguma coisa para o filho e tem um sotaque caipira. É dona de casa. Ela é descendente de alemães. Nasceu em 15 de novembro de 1907.
- Don Toro: Nascido na Espanha, trabalha como ferreiro e é o pai de Fernando. Tem um sotaque espanhol e adora ensinar coisas novas, além de ter feito uma bateria para Piggley, Ferny e Dannan, é viúvo.
- Senhora Toro: É a mãe de Fernando. Ela morreu quando Fernando tinha 4 anos. Ela só aparece em uma fotografia de Don Toro, no episódio de A despedida de Thor.
- Senhora O'Mallard: É a avó de Dannan. Ela gosta de dançar. Ela é dinamarquesa.
- Sr. Hornsby: Um bode que é o professor de Piggley e seus amigos. É amigo de infância do pai de Piggley. Seu apelido era Cabeça. pois era o mais inteligente da escola. Ele gosta de dar deveres de casa.
- Senhorita Nanny: Trabalha em uma loja na cidade de Tara. Ela dá doces para Piggley e seus amigos. também é professora de música de Molly, da aula nos sábados de manhã.
- Senhor McGrandy: Trabalha na estação de trem da cidade.
- Capitão Fava: É um velho capitão que vive longe da cidade. Piggley e seus amigos já o visitaram algumas vezes. Ele deu um peixe de estimação para o Ferny.
- Wiley: É o líder das ovelhas. O único dos carneiros que fala. É muito atrapalhado e acha que é um astro. Nasceu em 11 de setembro de 1966.
- Shirley: É a esposa do Wiley. Nasceu em 15 de abril de 1907.
- Thor: É o peixe de estimação de Ferny. O Capitão Fava foi quem deu Thor ao Ferny. Depois de um ano, Thor faleceu, o que deixou Fernando muito triste, para homenagear o peixe, Piggley combinou com seus amigos de fazer uma reunião em sua casa após a despedida.
- Feeno: É o burro da fazenda Raloo. É muito lento, mas ajuda a carregar leite na carroça do pai de Piggley. Ajudou Wiley a sair de um buraco.
- Piggley idoso: Ele sempre aparece nos episódios. Quando acontece alguma coisa inusitada, Piggley relembra sua infância. Ele já tem 60 anos e as histórias de Piggley de 8 anos são meras lembranças do Piggley. Piggley procura ensinar alguém (geralmente seus netos) com suas histórias. Mora nos Estados Unidos com sua filha e seus netos. Foi nasceu em 8 de dezembro de 1941.
- Ciara: É filha do Piggley e mãe do João, Zezinho e Meg. Gosta muito das histórias que o Piggley conta.
- João, Zezinho e Meg: São os três netos de Piggley. Eles sempre têm algum problema e o avô deles ensina eles a resolverem seus problemas com suas histórias.
- Ferny idoso: Aparece em um episódio, quando Piggley faz aniversário e ele traz o Foguete Raloo. Era Ferny quando criança. Ferny mora na Irlanda.
- Dannan idosa: Também aparece apenas no episódio do aniversário de Piggley, ela aparece somente a voz, e nunca apareceu. No dia do aniversário de Piggley, Dennan enviou uma carta para homenagear o seu querido amigo, a carta estava em uma das rodas do foguete Raloo.

## Vozes
- Peadar Lamb - Piggley (idoso)
- Maile Flanagan - Piggley Winks (jovem)
- Russi Taylor - Fernando "Ferny" Toro
- Russi Taylor - Senhora Winks
- Tara Strong - Dannan O'Mallard
- Tara Strong - Molly Winks
- Charles Adler - Senhor Winks
- Nika Futterman - Zezinho e João
- Melissa Disney - Meg
- Pamela Adlon - Hector
- Mel Brooks - Wiley
- Joan Rivers - Shirley
- Fernando Escandon - Don Toro